# Ракурс (фотоаппаратура)
Ракурс — название семейства карданных фотоаппаратов, предназначенных для съёмки в условиях студии и фотоателье. Производство начато в 1978 году объединением БелОМО. Всего выпущено не более 2200 экземпляров камеры.

## Ракурс-670
На оптической скамье смонтирован узел зеркального видоискателя со съёмной кассетой для фотоплёнки, и соединённая с ним при помощи фокусировочного меха перемещаемая объективная панель. Визирование и фокусировка происходят на матовом стекле с микрорастром через вертикальную шахту.
За счёт крепления на шарнирах, кассетная часть и объективная панель могут сдвигаться в двух направлениях и поворачиваться относительно двух осей, обеспечивая почти неограниченную свободу подвижек фотоаппарата для коррекции перспективы.
Сменная оптика:
- Объектив «Вега-23» 3,5/150 (нормальный объектив)
- Объектив «Вега-24» 4,5/210 (длиннофокусный объектив
- Объектив «Мир-41» 3,5/90 (широкоугольный объектив)

Фотографический затвор — центральный, с электронным управлением.
- Выдержки от 1/60 до 2 секунд и «В».
- Фокусировочный экран представляет собой линзу Френеля с микрорастром.

К фотоаппарату присоединяются сменные кассеты для фотоплёнки типа 120, а также возможно применение кассет для специальной рулонной фотоплёнки шириной 60 мм и длиной до 17 метров.
- Размер кадра 5,6×7,2 см, 10 кадров на фотоплёнке типа 120
- Размер кадра 4,5×6 см, до 320 кадров на фотоплёнке длиной 17 метров[3].

## Ракурс-672
Карданный фотоаппарат прямого визирования, снабжённый мультипликатором для получения четырёх снимков на одном кадре. Матовое стекло за счёт механизма сдвига по горизонтальным направляющим может быстро заменяться кассетой с фотоматериалом. В комплекте поставляется съёмная зеркальная приставка с блендой для удобства визирования. Серийно выпускался с 1980 до 1985 года.